# Fort de Romainville

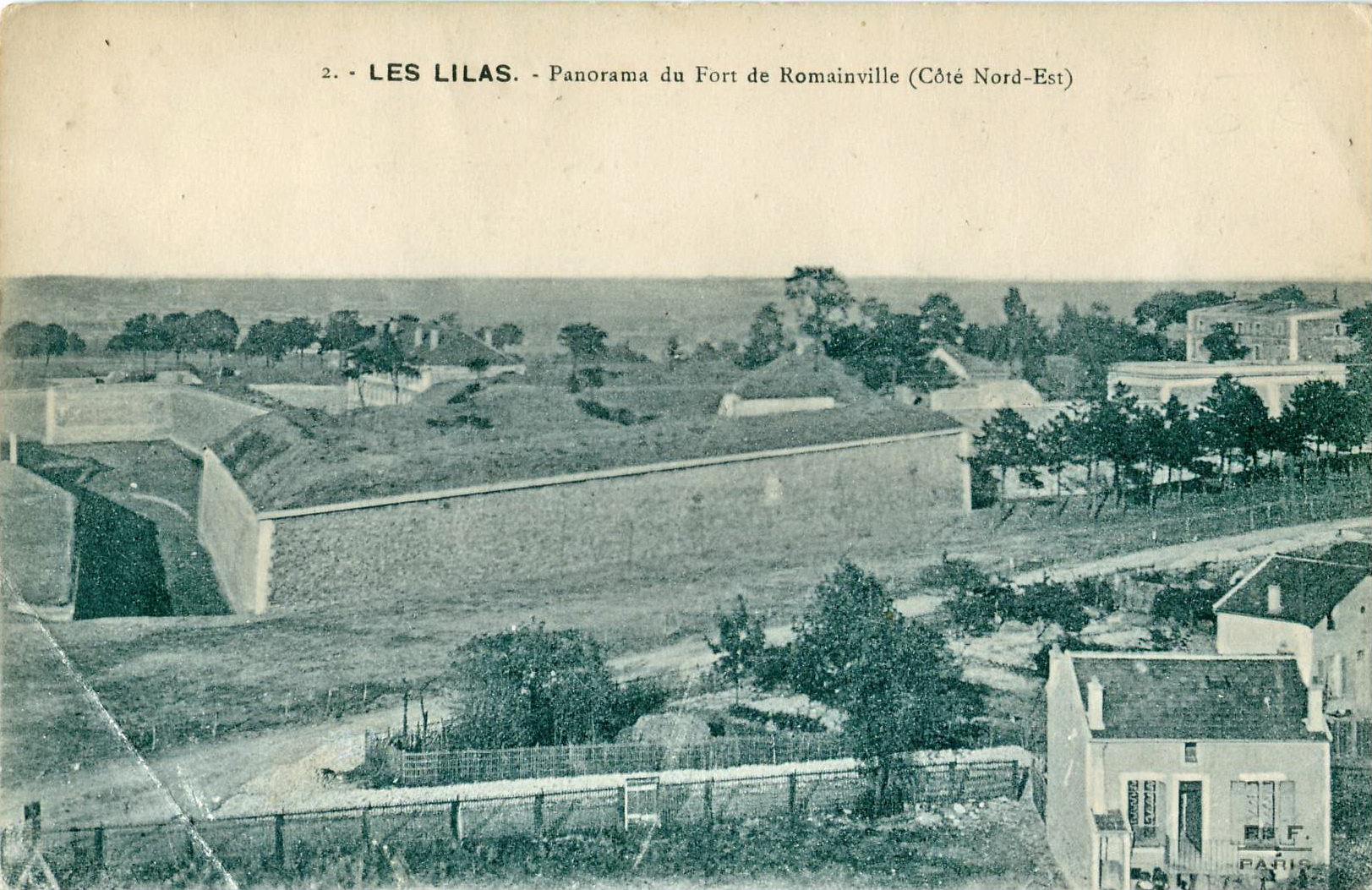
Panorama del Fort de Romainville a principis del segle XX

El Fort de Romainville va ser construït a Romainville, al nord-est de París, la dècada de 1830 i fou utilitzat com a camp de concentració nazi durant la Segona Guerra Mundial.

## Ús en la Segona Guerra Mundial
El Fort de Romainville va ser una presó i camp de trànsit nazi, situat als afores de París. El fort va ser pres el 1940 per l'exèrcit alemany i transformat en presó. Des d'allí, els ostatges, 3.900 dones i 3.100 homes, hi eren internats abans de ser deportats als camps de concentració del Tercer Reich d'Auschwitz, Ravensbrück, Buchenwald i Dachau.
Al Fort de Romainville, 152 persones van ser executades per escamots d'afusellament. Pocs pogueren fugir-ne, entre ells Pierre Georges, àlies «Colonel Fabien». Des de la seva cel·la, Danielle Casanova va motivar i animar els seus camarades a enfrontar-se als torturadors. Des del febrer de 1944, el Fort va retenir sobretot dones preses (resistents i guerrilleres), que van ser empresonades, executades o redirigides als camps de concentració. A l'alliberament del Fort de Romainville, l'agost de 1944, es van trobar molts cadàvers abandonats al pati.
| «                                            | La població reclusa al Fort de Romainville era força heterogènia: al costat de militants obreres forjades, participants actives de tots els combats, hi havia pageses de qui els alemanys sospitaven -amb raó- que havien ajudat als maquis, funcionàries que havien facilitat documentació o bé cartes de racionament als resistents; i, fins i tot, dones de l'alta burgesia i àdhuc de l'aristocràcia detingudes per les seves activitats gaulllistes o bé com a ostatges, pel fet de tenir marit o fill a Londres amb el general De Gaulle. Nogensmenys, per damunt de totes aquestes diferències de classe ens unia un odi comú envers l'ocupant nazi. | » |
| — Mercè Nuñez Targa, Els carretó dels gossos | |   |